# China op de Paralympische Winterspelen 2014
China was een van de landen die deelnam aan de Paralympische Winterspelen 2014 in Sotsji, Rusland.

## Deelnemers en resultaten
(m) = mannen, (v) = vrouwen 

### Langlaufen
| Paralympiër                                    | Onderdeel                  | Resultaat | Prestatie      |
| ---------------------------------------------- | -------------------------- | --------- | -------------- |
| Shishuai Cheng                                 | 1 km sprint, staand (m)    | 26e       | Kwalificatie   |
| Shishuai Cheng                                 | 10 km, staand (m)          | 28e       | 29:36.5        |
| Shishuai Cheng                                 | 20 km, staand (m)          | DNF       | Niet gefinisht |
| Haitao Du                                      | 1 km sprint, staand (m)    | 17e       | Kwalificatie   |
| Haitao Du                                      | 10 km, staand (m)          | 35e       | 31:25.6        |
| Haitao Du                                      | 20 km, staand (m)          | DNF       | Niet gefinisht |
| Jianhui Liu                                    | 1 km sprint, staand (m)    | 34e       | Kwalificatie   |
| Jianhui Liu                                    | 10 km, staand (m)          | 34e       | 31:04.9        |
| Jianhui Liu                                    | 20 km, staand (m)          | 16e       | 1:09:39.1      |
| Ye Tian                                        | 1 km sprint, staand (m)    | 28e       | Kwalificatie   |
| Ye Tian                                        | 10 km, staand (m)          | 37e       | 32:59.3        |
| Ye Tian                                        | 20 km, staand (m)          | 17e       | 1:10:36.5      |
| Dexin Zou                                      | 1 km sprint, staand (m)    | 21e       | Kwalificatie   |
| Dexin Zou                                      | 10 km, staand (m)          | 24e       | 27:51.4        |
| Dexin Zou                                      | 20 km, staand (m)          | 15e       | 1:07:20.7      |
|                                                |                            |           |                |
| Shishuai Cheng Haitao Du Dexin Zou Jianhui Liu | 4 x 2.5 km, estafette open | 7e        | 29:25.8        |

### Rolstoelcurling
| Paralympiër                                        | Onderdeel     | Resultaat | Prestatie |
| -------------------------------------------------- | ------------- | --------- | --- |
| Jun He Wei Liu Haitao Wang Guangqin Xu Qiang Zhang | Team, gemengd | 4e        | Groepsfase: (3e) RUS - CHN: 5 - 4 NOR - CHN: 3 - 7 CHN - SVK: 3 - 8 CHN - SWE: 8 - 4 KOR - CHN: 2 - 11 CHN - CAN: 5 - 8 USA - CHN: 11 - 2 CHN - FIN: 8 - 2 GBR - CHN: 3 - 6 Halve Finale: CAN - CHN: 5 - 4 Bronzen finale: GBR - CHN: 7 - 3 |